# Jang Woo-young
Pour les articles homonymes, voir Jang.
Dans ce nom coréen, le nom de famille, Jang, précède le nom personnel.
Ne doit pas être confondu avec Jang Won-young.
Jang Woo-young (장우영), également connu sous le nom de Wooyoung (우영), né le 30 avril 1989 à Pusan, est un chanteur, danseur et acteur sud-coréen. Il fait partie du groupe 2PM.

## Biographie
Jang Woo-young rejoint 2PM en 2008. Il commence sa carrière solo en 2012.

## Discographie
EP sud-coréens
- 23, Male, Single (2012)
- Bye (2018)

EP japonais
- Party Shots (2017)
- It Is Still... (2017)
- Off the Record (2023)

## Filmographie

### Téléfilm
- 2013 : Le Miracle : Joo Joong-won (court métrage)

### Séries télévisées
- 2011 : Dream High : Jason
- 2011 : Human Casino : lui-même (caméo, 1 épisode)